# 襄垣慈胜寺
襄垣慈胜寺位于山西省晋中市平遥县襄垣乡襄垣村。
襄垣慈胜寺在元至顺三年（1332年）和清乾隆五十五年（1790年）重修，现存正殿为明代建筑，面阔三间。戏台为清代建筑。
2013年3月5日，襄垣慈胜寺公布为第七批全国重点文物保护单位。